# Abronia meledona
El dragoncito de Soledad Grande (Abronia meledona) es una especie de lagartos diploglosos de la familia Anguidae. Es endémico del departamento de Jalapa en el sureste de Guatemala. Su rango altitudinal se encuentra alrededor de 2200 - 2630 m s. n. m..

## Estado de conservación
Se encuentra amenazada por la pérdida de su hábitat natural.